# شادی داودی
| تولد | ۱۷/۱۰/۱۳۵۱                |
| ژانر | اجتماعی-تراژدی-عشق و وحشت |

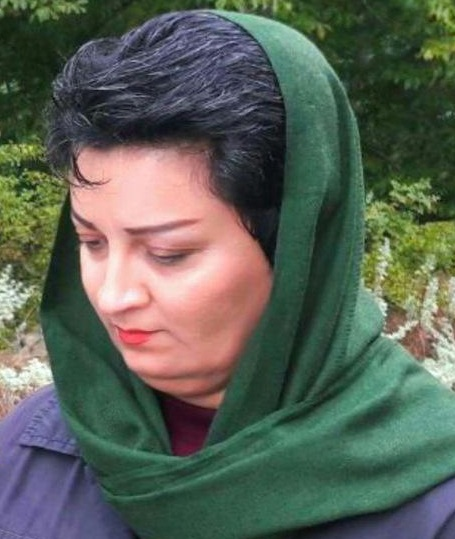
شادی داودی_مرداد ۱۳۹۶

شادی داودی (متولد ۱۷ دی ۱۳۵۱ در تهران) یک نویسنده ایرانی است. وی نویسندگی را از شانزده سالگی آغاز نمود و دورهٔ کوتاهی را زیر نظر استاد قیصر امین پور گذراند که پس از آن نیز بنا به توصیهٔ ایشان به نوشتن ادامه داد. این نویسنده اولین رمان بلند خویش را در سن ۲۴ سالگی نوشت و با وجود این که رمان دارای جواز نشر دائم برای انتشارات کوثر می‌باشد ولی هرگز تاکنون به زیر چاپ نرفته‌است.
در طول سال‌های ۸۰ تا ۸۸ نه رمان بلند دیگر توسط وی نوشته شد که هیچ‌یک از صاحبان انتشارات آن‌ها را برای چاپ قبول نکردند یا به شرط حذف و سانسور بخش اعظمی از کتاب حاضر به چاپ بودند. نهایتاً وی با منصرف شدن از چاپ رمان‌هایش توسط انتشارات شروع به نشر رایگان تمامی آثار خود در وبلاگش برای علاقه‌مندان به رمان ایرانی نمود و به نوشتن رمان‌های بلند خویش ادامه داد (وبلاگ شادی داودی با بازدیدی بالغ بر ۱۶۰ هزار مرتبه اکنون دیگر فعالیتی ندارد).
در شهریور سال ۱۳۹۴ طی پیامی از طرف تکین حمزه لو از شادی داودی خواسته شد تا یکی از رمان‌های خویش را برای انتشارات برکه خورشید ارسال نماید. رمان «راز خورشید» برای این انتشارات ارسال و روند دریافت جواز و چاپ آن آغاز گردید؛ پس از آن، این نویسنده به‌طور رسمی وارد عرصهٔ نویسندگی رمان‌های ایرانی شد.

## نویسندگی
شادی داودی با چاپ اولین رمان خود به نام «راز خورشید» در سال ۱۳۹۴ توسط انتشارات برکهٔ خورشید، به‌طور رسمی وارد عرصهٔ نویسندگی رمان ایرانی شد و از همان سال تا به حال با دو نشر برکه خورشید و کافه رمان پارسی مشغول به همکاری است. تاکنون دو رمان از این نویسنده به چاپ رسیده و دو رمان دیگر از وی در دست چاپ است.

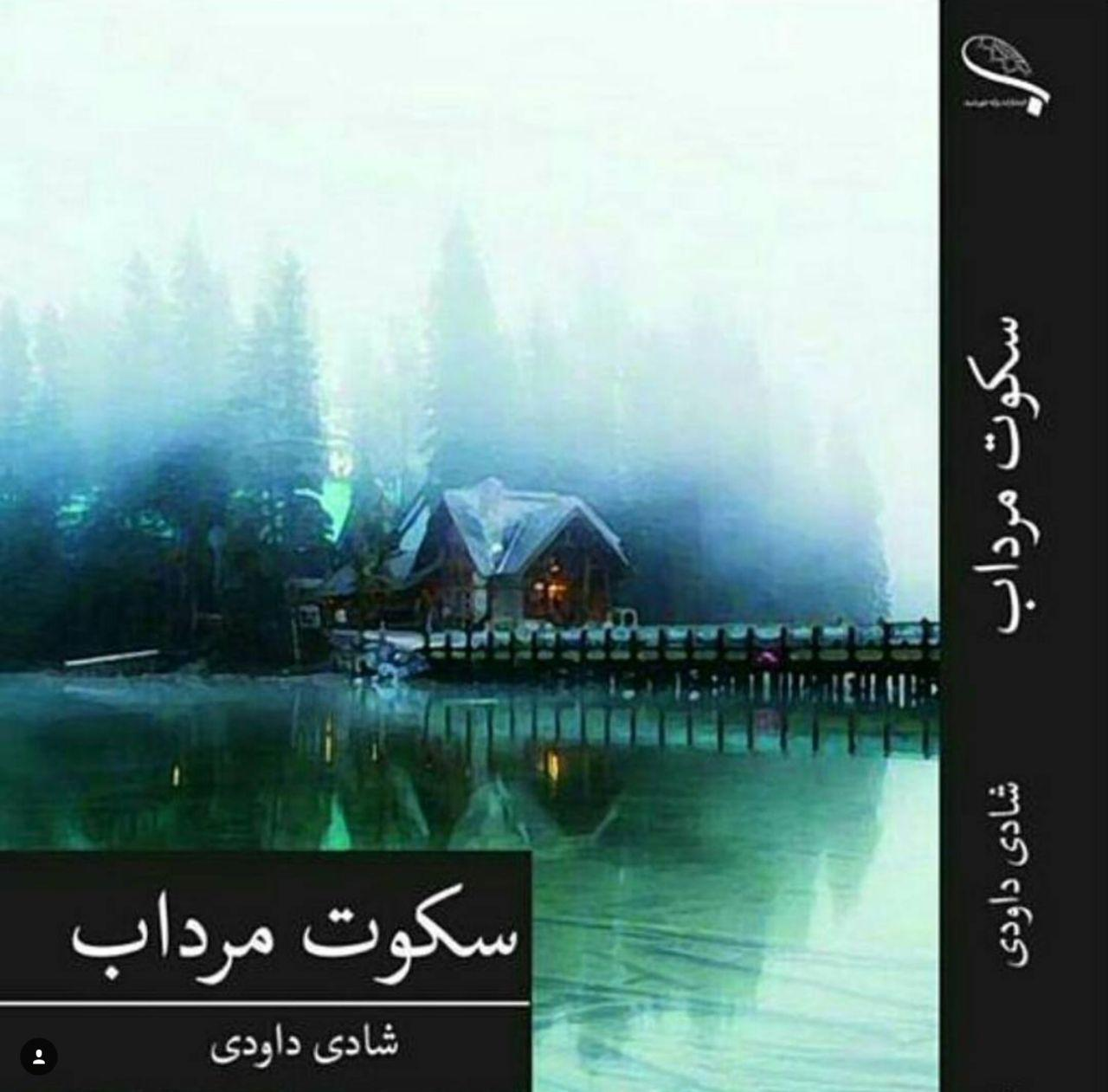
سکوت مرداب_انتشارات برکه خورشید

## آثار

### رمان
- به یاد مانده (جواز نشر دائم_نشر کوثر): .......... درست فهمیده بودم این صدای مادر امیر بود که به طرف ما می‌آمد با این کار او خیلی نگاه‌ها روی ما ثابت شده بود می‌دانستم قبل از اینکه به طرف ما بیایدو سلام کند حتماً توضیحات لازم را به افراد مورد نظرش داده بود و حتماً در این مورد خیلی هم پیش رفته بود و منرا عروس آینده خودش معرفی کرده بود، بعد از روبوسی و کلی تعارفات معمول یکباره چشمم افتاد به همان پسرهایی که دم در حیاط بودند و حالا به داخل خانه آمده بودند …[۱]

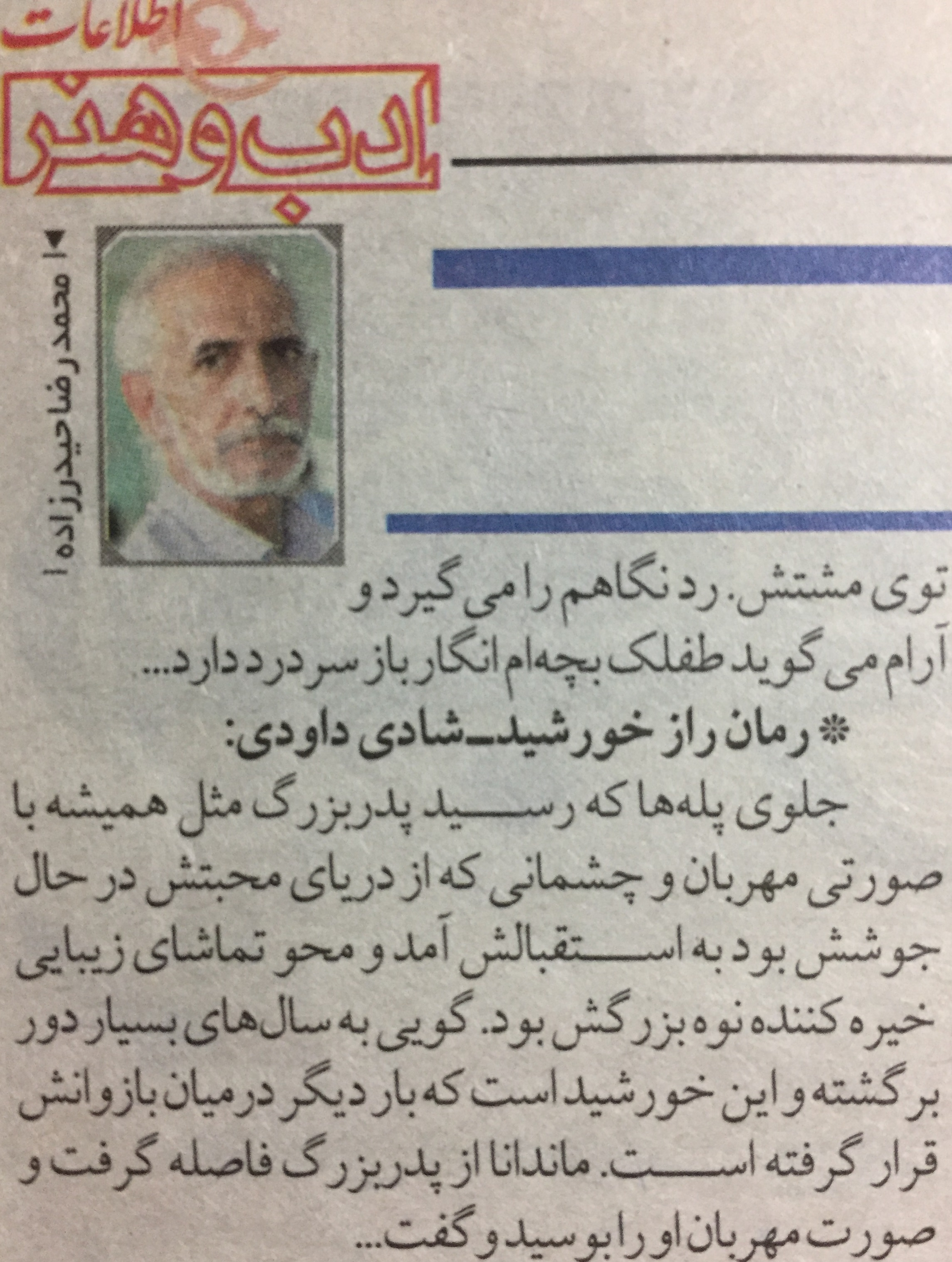
در ۲۴ اسفند ۱۳۹۵ رمان «راز خورشید» به عنوان رمانی با نقش پررنگ در صحنهٔ ادبیات شناخته شد.

- راز خورشید (انتشارات برکه خورشید): .......... پدربزرگ نگاهش را از نقطه ای که به آن خیره مانده بود گرفت و لحظاتی به قد و قامت ماندانا که شباهت زیادی به جوانی‌های مادربزرگش داشت انداخت و گفت: عزیز دلم؛ خورشید هیچ وقت نسبت به من بی مهر نبوده، خورشید سراسر وجودش از عشق لبریز بود… این من بودم که هیچ وقت عشق او را نفهمیدم… خورشید دنیایی از احساس بود؛ دنیایی از وفاداری به عشق… این من بودم که هیچ وقت سعی نکردم آنچه که او می‌خواهد باشم …[۳]
- با من بمان: .......... بسه این‌جوری گریه نکن زشته… به خدا خودشم بفهمه ناراحت میشه… ازهمهٔ اینها گذشته… آنی گوشات رو خوب باز کن… بهنام به هیشکی دلیل واقعی سردرد شدید اون شبش رو نگفته… فقط گفته در طول روز توی راه بندون زیاد بوده سر دردش مال اونه بعدشم که حالش بد شد… فقط من و تو می‌دونیم دلیل اصلی سردرد اون شبش چیه… فکر نمی‌کنمم که خودش دوست داشته باشه کسی بدونه تو چقدر توی این مسئله تأثیر داشتی… می‌فهمی چی بهت میگم؟..........[۱]
- با تو می‌مانم: .......... آناهیتا پاسخ او را نداد و هنوز یک دستش به روی پیشانی و چشم‌هایش بود و اشک‌هایش از گوشهٔ چشمانش سرازیر می‌گشت. شاهرخ نفسی عمیق کشید و سپس ادامه داد: «نمی‌دونم چی گفتم یا چی کار کردم که یه دفعه از دیشب تا الآن این قدر تغییر کردی! ولی به خدا قسم دوست ندارم این‌طوری چشمات رو گریون ببینم. کاش لااقل می‌گفتی ببینم موضوع چیه؟ ..........[۱]
- قصه عشق: .......... ماندن من خانهٔ بدری خانم از۳روز به دو هفته کشید. اواخر شهریور شده بود و به زودی مدارس باز می‌شد و من باید به سر درس و مدرسه برمی‌گشتم ولی مجید اجازه نمی‌داد به خانه برگردم و خود مامان و بابا هم هیچ اصراری برای برگشتن من نداشتند چرا که قضیه نسترن به وخامت بدی دچار شده بود و حمید با قبول پرداخت مهریهٔ نسترن و قسط بندی کردن مهریه از سوی دادگاه طلاق؛ کار نسترن را به پایان رساند؛ ولی هنوز طلاق صد در صد نشده بود و برای طی شدن مراحل شرعی و قانونی باید سه ماه نسترن و حمید به انتظار می‌ماندند …[۱]
- تلخ و شیرین: .......... شهریور ماه بود. از وقتی اسمم را در قبول شدگان کنکور آن هم در دانشگاه آزاد تهران دیده بودم به جای این که مثل تمام قبول شده‌ها از خوشحالی به حد انفجار برسم اما احساس خوبی نداشتم! تمام تلاشم را کرده بودم تا دانشگاه سراسری قبول شوم اما نشد! بعد از ساعتها ایستادن در صف خرید روزنامه وقتی اسمم را در صفحه مربوطه دیدم هیچ احساسی نداشتم حتی تبریک چندین دختر و پسر که حدس زده بودند قبول شده‌ام را بی‌جواب گذاشتم و روزنامه را به یکی از آنها دادم و راه افتادم …[۱]
- گلبرگهای خزان عشق: .......... از در خروجی دانشکده که بیرون رفتم حمیدرضا را دیدم. تقریباً باران خیسش کرده بود. با لبخندی به طرفم آمد و گفت: «بریم؟» هنوز به خاطر اتفاق صبح از دستش دلگیر بودم بنابراین نمی‌توانستم تظاهر به خوشحالی بکنم. بلافاصله فهمید و گفت: «هنوز دلخوری؟» جوابش را ندادم. خواستم در امتداد پیاده‌رو به راهم ادامه دهم که خیلی سریع مچ دستم را گرفت و بدون این که به من نگاه کند یا حرفی بزند یا حتی منتظر حرفی از طرف من بماند، مرا به همراه خودش به خیابان برد …[۱]
- پرستار مادرم: .......... وقتی از دفتر ثبت بیرون آمدم حس می‌کردم تمام وجودم را عصبانیت پر کرده… هنوز از او متنفر بودم. وقتی فکر می‌کردم که چه قدر این سال‌ها زندگی‌ام را در کنار او به تباهی گذرانده‌ام از خودم، از زندگی‌ام، از دنیا بیزار می‌شدم. صدای کفش‌های پاشنه بلندش که پشت سر من از پله‌ها پایین می‌آمد باعث می‌شد حس کنم روی مغزم قدم می‌زند… با این که همین چند دقیقه پیش حکم طلاق در محضر رویت شده و صیغهٔ طلاق هم جاری شده بود و دیگر هیچ تعلقی نسبت به او نداشتم اما حس نفرت و عصبانیت از تمام وجودم فریاد می‌زد. دلم می‌خواست هر چه زودتر این پله‌های لعنتی تمام می‌شد تا دیگر حتی صدای آن کفش‌های پاشنه بلندش را هم تا آخر عمر نمی‌شنیدم …[۱]
- عشق با تو در رؤیا (در دست چاپ): .......... نمی‌خواستم زیاد در جمع بمانم برای همین دیگر معطل نکردم و با عذرخواهی کوتاه و آوردن بهانهٔ درسهایم به اتاقم برگشتم. اصلاً حوصلهٔ درس نداشتم. روی زمین نشستم و به نقطه‌ایی خیره شده بودم و به صداهایی که از گفتگوی بقیه در هال می‌شنیدم گوش کردم. خیلی طول نکشید که عمه ناهید دلیل حال و گرفتگی مامان و من را پرسید! قبل از اینکه مامان حرفی بزند خاله ثمین پیش دستی کرد و با سیاست خاصی گفت که قبل از آمدن آنها حرف از پدرم بوده و همین باعث گریهٔ من و مامان شده! لحظه‌ایی سکوت همه جا را گرفت! ..........[۱]
- همین امشب: .......... ماهرخ خودش هم نفهمید چرا با شنیدن این جملات از زبان علی یکباره گویا دست و پای خویش را گم کرده و دچار اضطرابی ناخواسته شده باشد گفت:من؟... من؟... دیشب نموندم چون امروز باید حتماً می اومدم مدرسه… اصلاً چرا باید نگاهمو ازت بدزدم؟ علی تکیه اش را از در پشت برداشت و به حالت عادی و صحیح روی صندلی نشست و ماشین را روشن کرد و در ضمنی که آن را به حرکت درمی‌آورد با صدایی قاطع گفت:خیلی خب پس اگه اینطوره و من دارم اشتباه می‌کنم بعد از ناهار میریم خونهٔ ما… هر چی باشه یک ماه و نیمه ندیدمت… دلم میخواد زمان بیشتری توی این یه روز که تعطیلی دادم به خودم تو رو کنارم داشته باشم… شب هم خونهٔ ما می مونی… هر چی برای درسات لازم داری یادت باشه برداری تا فردا که خودم می رسونمت مدرسه دیگه مشکلی نداشته باشی. ماهرخ آب دهانش را فرو برد و صورتش را به سمت شیشهٔ کنارش برگرداند و با صدایی آرام گفت:باشه …[۱]
- سکوت مرداب (انتشارات برکه خورشید): .......... برای چند ثانیه سرمای بیشتری را در خانه احساس کردم که حالا مطمئن بودم نه فقط به خاطر سردی هوای خانه که از روی ترس می‌باشد. با قدم‌هایی آهسته به پنجره نزدیک شدم و هنوز پرده را کنار نزده بودم که یک بار دیگر همان نور را در حیاط دیدم اما مشخص بود در انتهای حیاط و نزدیک دیوار است. خدایا نکند همان مجنون و معلوم‌الحالی که صبح مرا تا سر حد جنون ترسانده بود به واقع توانسته باشد از دیوار بالا آمده و خود را به داخل حیاط برساند؟! ..........[۴]
- تعبیر یک کابوس (در دست چاپ)[۱]

### داستان کوتاه
- بی قرارتر از مجنون: .......... صدای برخورد باران بر روی چتری که روی سرش گرفته بود بار دیگر گوشهایش را پر می‌کرد و این تنها موسیقی بود در آن لحظه که شاید می‌توانست آرامش کند. وقتی جلوی در اصلی ورودی آپارتمان رسید مجبور شد چترش را ببندد و آن را به در تکیه بدهد تا کلید را از کیفش خارج کند و همان زمان کوتاه هم کافی بود برای اینکه خیسی ناشی از ریزش باران را بر شانه‌هایش حس کند! به خودش نگاه کرد و تازه متوجه شد فراموش کرده بوده تا هنگام خروج از منزل لباس گرمتری را هم روی مانتوی خویش به تن کند! وقتی در را باز کرد و از پله‌ها بالا می‌رفت صدای مشاجرهٔ زوج جوانی که ساکن یکی از واحدهای طبقهٔ اول بودند در فضای کوریدور پیچیده بود …[۱]
- راز خانهٔ همسایه : .......... صدای خورد شدن تکه شیشه‌های شکستهٔ پنجره‌ها که در کف اتاق ریخته شده بود را در زیر پاهایم می‌شنیدم. به سمت طاقچهٔ ته اتاق رفتم و با یک انگشت روی آن خط کشیدم. رد به جا مانده از انگشت بر روی خاکی که آنجا بود یک خط صاف به وجود آورد که خاک نرم را کنار زده و رنگ آبی کم رنگ طاقچه نمایان شد. به در و دیوار نگاه کردم و فهمیدم باید دیوارها هم به همان رنگ باشند اما حالا بعد از این همه سال تنها رنگی که به چشم می‌آمد رنگ خاک بود. به اتاق دیگر رفتم. در کمد دیواری آن باز بود. کنجکاوی و ذوق کودکانه‌ایی که همزمان در دلم غوغای عجیبی به پا کرده بود باعث شد با قدم‌هایی سریع خودم را به جلوی کمد برسانم و بعد هر دو لنگه در آن را باز کردم و به داخلش خیره شدم …[۱]

## اخبار و مقالات از این نویسنده
۱) روزنامه اطلاعات_ادب و هنر / مادربزرگ محبوب من: این مقاله قریب به یک صفحهٔ کامل را به خود اختصاص داده‌است، توسط آقای محمدرضا حیدرزاده در بخش ادب و هنر روزنامه اطلاعات مورخ ۱۱ آبان ۱۳۹۵ به چاپ رسیده‌است که در آن با استفاده از بخشی از رمان، در مورد این اثر توضیحاتی ارائه می‌شود.
۲) روزنامه اطلاعات_ادب و هنر / سالی بی‌سابقه در زمینهٔ رمان: در این مقاله که توسط آقای محمدرضا حیدرزاده در تاریخ ۲۴ اسفند ۱۳۹۵ به تحریر و نگارش درآمده است، پاراگرافی به رمان «راز خورشید» اختصاص داده شده و این رمان در زمرهٔ رمان‌های پررنگ در صحنهٔ ادبیات کشورمان قرار گرفته‌است.